# François-Nicolas Vincent
François-Nicolas Vincent (1767, Paříž – 24. března 1794 tamtéž) byl generální tajemník francouzského válečného úřadu během první francouzské republiky a prominentním členem klubu kordeliérů.

## Životopis
Narodil se jako syn pařížského vězeňského dozorce. Poté, co řadu let pracoval jako úředník, se stal jedním z prvních kordeliérů během francouzské revoluce a brzy nastoupil do funkce tajemníka klubu. Připojil se k radikální frakci hébertistů. Po útoku na Tuilerijský palác dne 10. srpna 1792 nahradil v pařížském městském zastupitelstvu Églantina, který se stal členem Národního konventu.
V roce 1793 se stal generálním tajemníkem Úřadu války pod ministrem Jeanem Baptistem Noëlem Bouchottem. Když v prosinci 1793 zesílil boj mezi hébertistickými radikály a dantonistickými umírněnými, Vincent byl obviněn a postaven spolu s Ronsinem před Konvent, aniž by byly konzultovány Výbor pro veřejné blaho nebo Výbor pro všeobecnou bezpečnost. Krátce nato dantonisté zveřejnili usvědčující materiál a Výbor pro veřejné blaho znovu převážil směrem radikálům a Vincent byl v únoru propuštěn. Jím podněcovaní kordeliéři požadovali „zničení nečistých zbytků bažiny“, což znamenalo zejména přeživší girondisty a umírněné členy Konventu.
Neústupný postoj hébertistů podnítil ohroženou revoluční vládu, aby je zatkla. Vincent byl zatčen spolu s ostatními předními kordeliéry a odsouzen k smrti revolučním tribunálem. Byl gilotinován 24. března 1794.